# Unterlüß
Unterlüß est une ancienne commune de l'arrondissement de Celle (Land de Basse-Saxe).

## Géographie

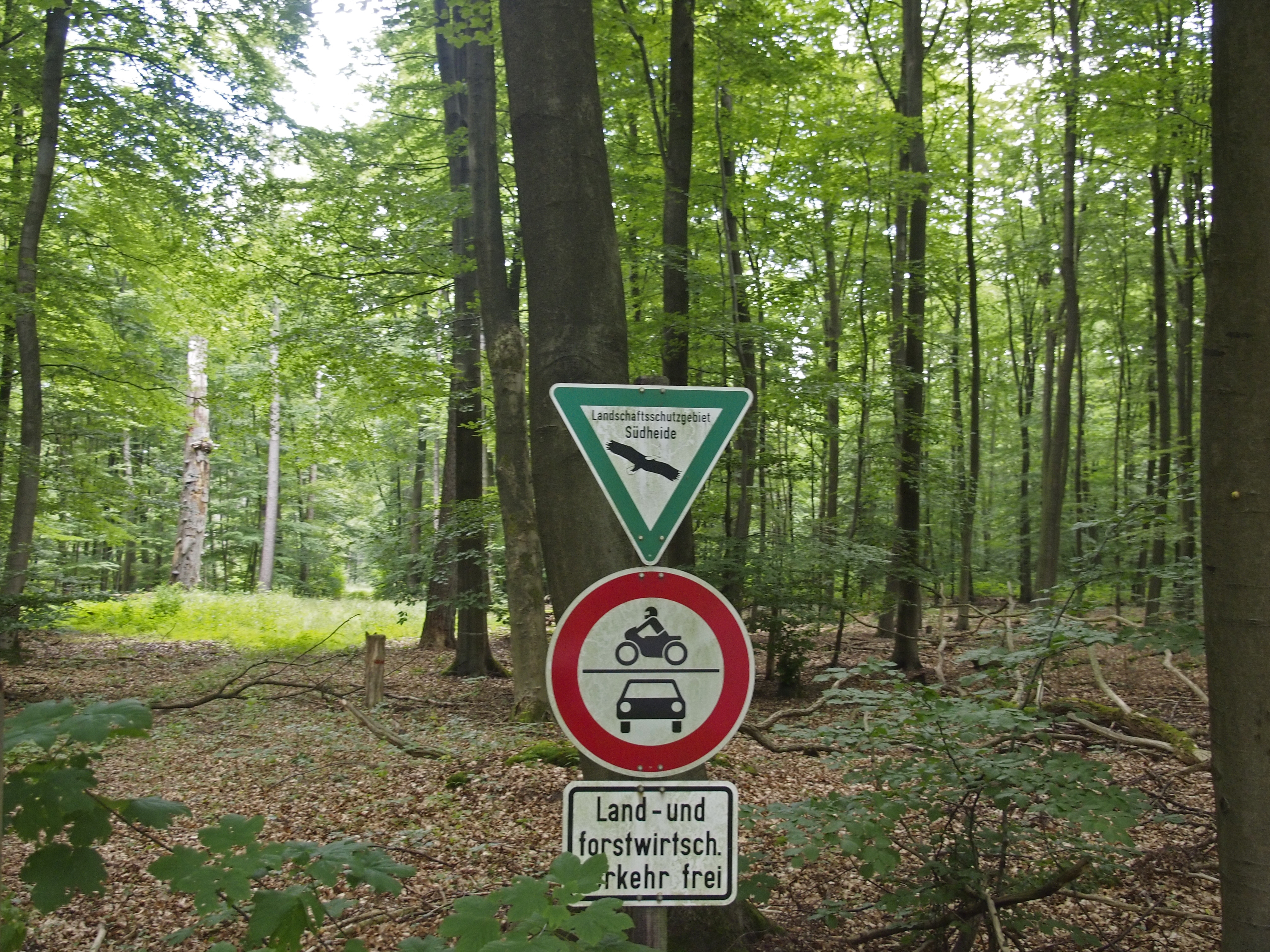
Forêt d'Unterlüß

La commune contient une forêt contigüe de 7500 ha, soit l'une des plus grandes d'Allemagne. Cette forêt comprend des pins, des épicéas, des hêtres, des chênes et des bouleaux.
La commune comprend les quartiers d'Altensothrieth, Lünsholz, Lutterloh, Neuensothrieth, Neu-Lutterloh, Neuschröderhof, Schafstall, Schröderhof, Siedenholz et Theerhof.

## Histoire

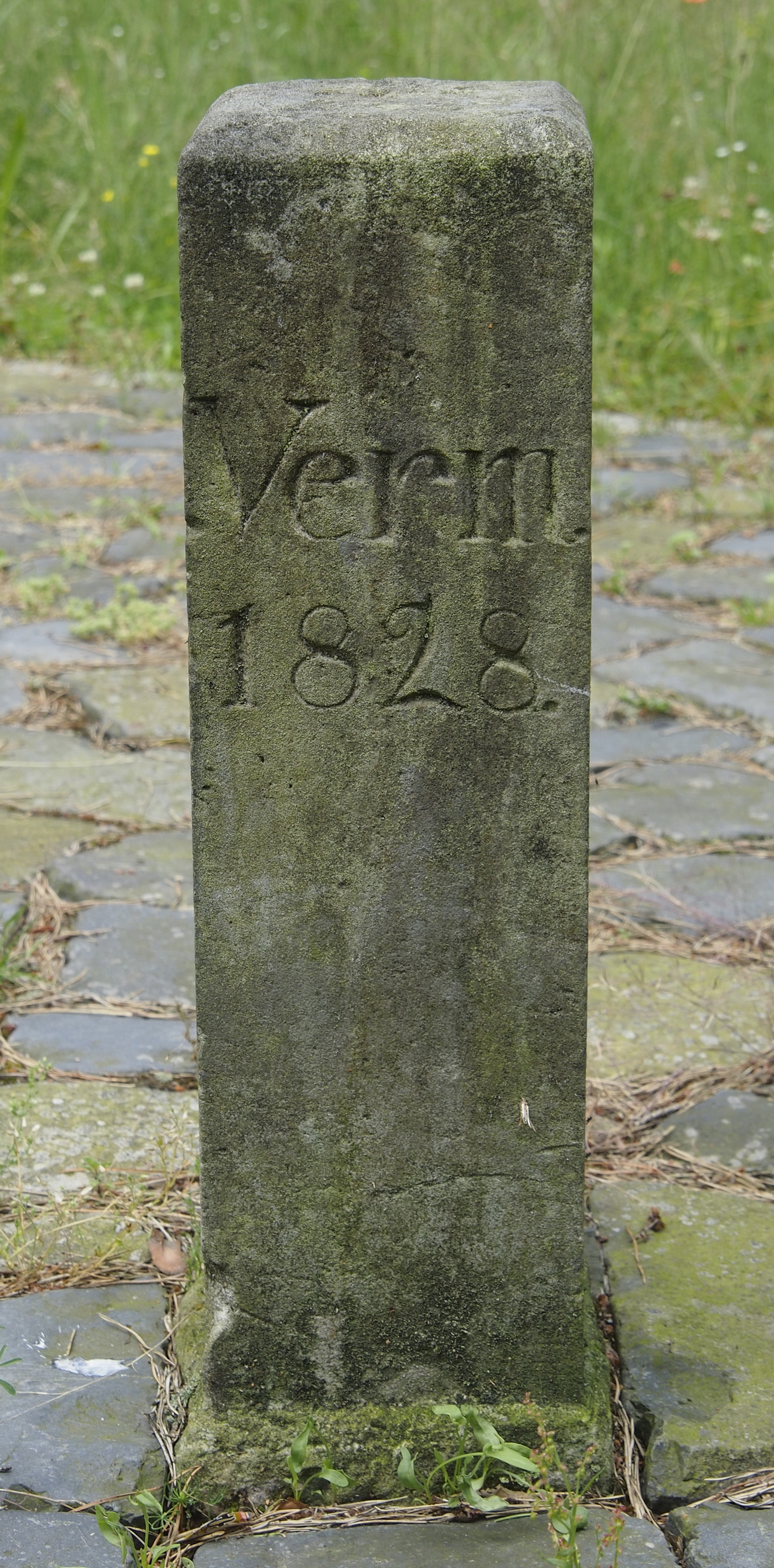
Pierre de Gauss.

En 1820, le roi George IV demande à Carl Friedrich Gauss de mesurer le royaume de Hanovre. Le mathématicien utilise la colline "Breitehorn" (118 m de haut) au sud d'Unterlüß comme l'un des points de sa triangulation avec à l'ouest le "Falkenberg" (150 m) à Bergen et le Wilseder Berg (de) (169 m) à Bispingen. Ensuite il forme un autre triangle avec le Breitehorn, le Haußelberg (de) et le Falkenberg puis un autre avec Breitehorn, Haußelberg et Wilseder Berg. En 1828, on élève au point de mesure une "pierre de Gauss". Au cours de la seconde moitié du XIXe siècle, il y a un grand reboisement.
La méthode de Gauss réduit les erreurs d'observation. À partir de ces mesures, avec un théodolite, Georg Friedrich von Reichenbach (de) invente l'héliotrope (de) pour mesurer les rayons du soleil pour les signaux.
En 1847, le village naît avec la construction de la ligne Hambourg-Hanovre (de) et d'une gare. En 1910, il devient une commune.
En 1889, se construit une usine métallurgique, Rheinmetall, par Heinrich Ehrhardt. Durant la Première Guerre mondiale, elle reçoit des prisonniers de guerre français. Après, Rheinmetall fait de la production civile et s'agrandit avec une cité ouvrière. Durant la Seconde Guerre, elle reçoit des travailleurs forcés polonais puis des femmes juives hongroises de Bergen-Belsen. Lorsque les forces britanniques arrivent en 1945 et confisquent l'usine partiellement détruite, on recense 4 000 travailleurs forcés étrangers et prisonniers de guerre (environ 2 500 Polonais, 1 000 de l'URSS, 500 Yougoslaves, 1 000 en provenance d'autres pays). En 1955, les Britanniques s'en vont, Rheinmetall fabrique pour la Bundeswehr.
Le 13 novembre 1972, la tempête Quimburga (de) détruit une grande partie de la forêt.
En 1990 avec la réduction des moyens de la Bundeswehr, l'activité de Rheinmetall se réduit, l'usine connaît des licenciements, mais le 12 février 2024 a débuté la construction d'une nouvelle unité de production d'obus.

## Religion
La commune comprend trois églises protestantes (deux luthériennes et une évangélique) et une église catholique.

## Économie et infrastructure
La gare sur la ligne Hambourg-Hanovre (de) existe encore, elle est desservie par la metronom Eisenbahngesellschaft (de).
La commune se situe à 8 km de la Bundesstraße 191 entre Celle et Uelzen.
Rheinmetall emploie 1 000 personnes.

## Personnalités
Ce serait le lieu de naissance de l'empereur du Saint-Empire romain germanique Lothaire de Supplinbourg (1075-1137).

## Source, notes et références
- (de) Cet article est partiellement ou en totalité issu de l’article de Wikipédia en allemand intitulé « Unterlüß » (voir la liste des auteurs).